# Scanzano Jonico-Montalbano Jonico
Scanzano Jonico-Montalbano Jonico (wł. Stazione di Scanzano Jonico-Montalbano Jonico) – stacja kolejowa w Scanzano Jonico, w prowincji Matera, w regionie Basilicata, we Włoszech. Znajduje się na linii Jonica (Reggio di Calabria – Tarent). 
Według klasyfikacji RFI ma kategorię brązową.

## Linie kolejowe
- Linia Jonica